# Broderie

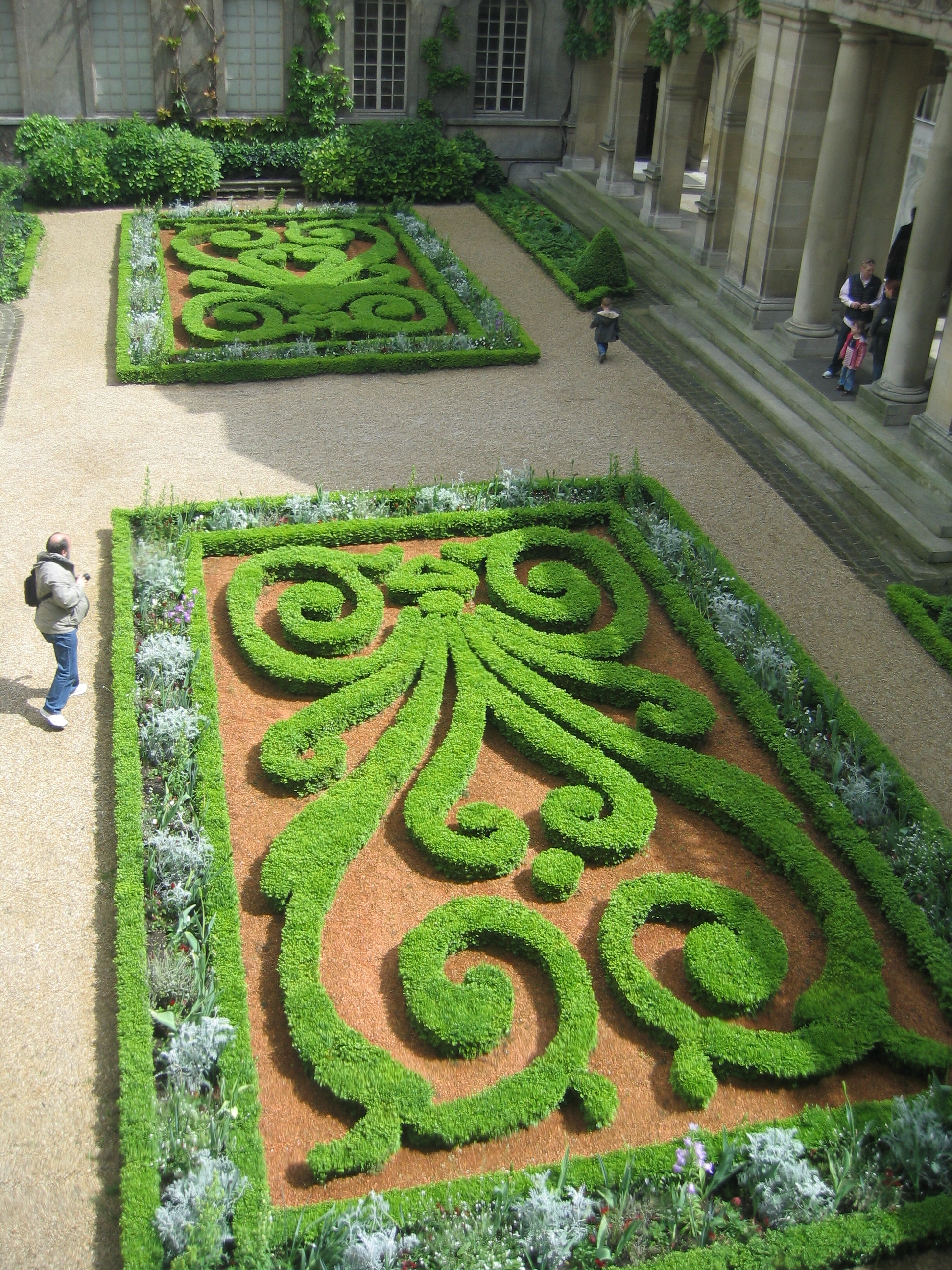
Broderien im Garten des Hôtel Carnavalet, Paris

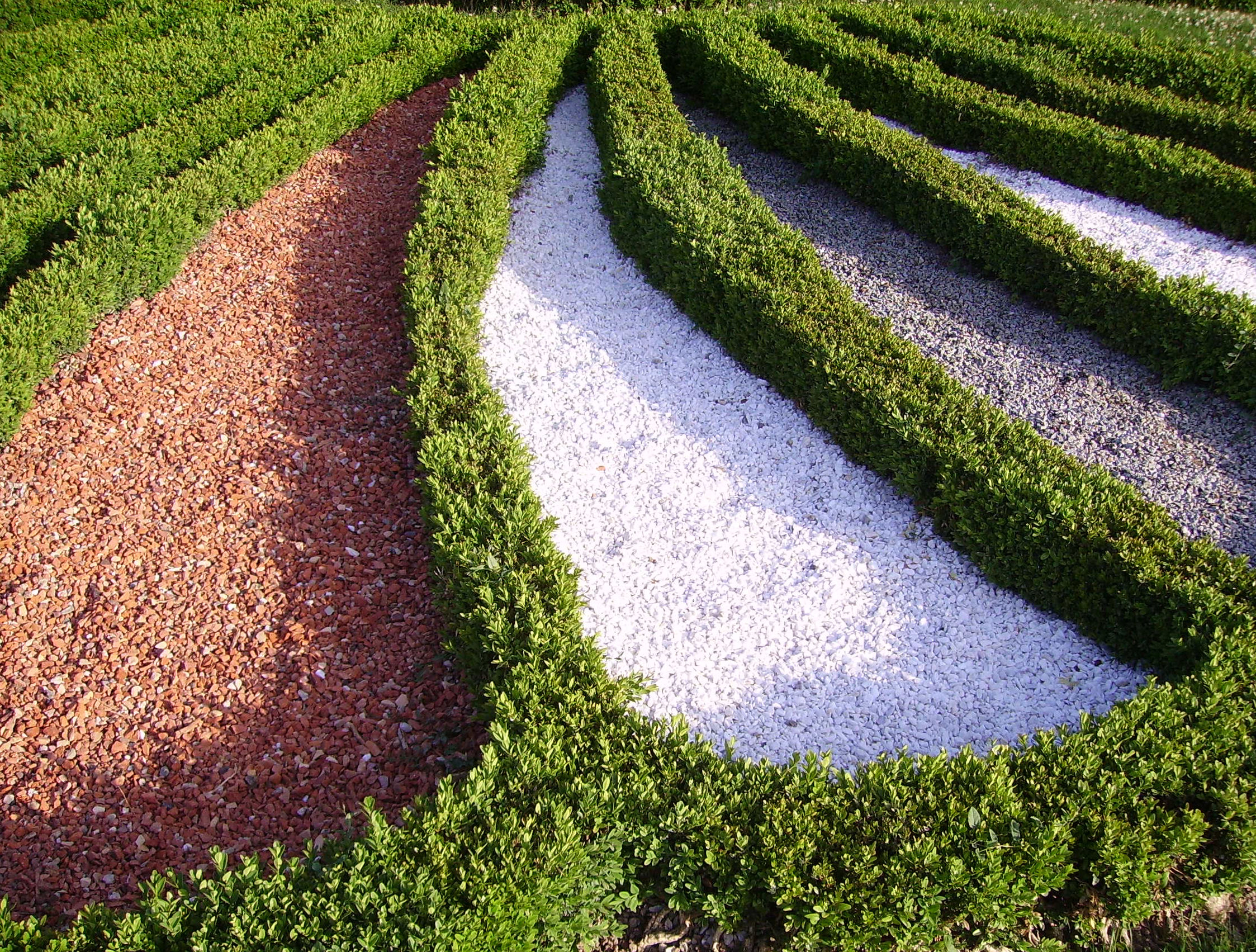
Broderie mit verschiedenfarbigen Steinchen, Blühendes Barock, Ludwigsburg

Broderie (vom französischen Wort broderie = „Stickerei“) ist ein Begriff aus der Gartenkunst des Barocks. Sie entstand in Frankreich um 1600 und wurde bis gegen 1770 verwendet, ihre Blütezeit war im Barock. Man kann mehrere Entwicklungsphasen unterscheiden.
Es handelt sich dabei um eine Ornamentik aus niedrig geschnittenen Strauchhecken, vor allem Buchs-Hecken. Motive sind hauptsächlich Laubwerk und Bandelwerk, seltener Monogramme und figürliche Darstellungen.
Die Ornamente wurden mit farbigen Materialien (Kies, Splitt, Ziegelbruch, Glasscherben, Kohle etc.) ausgefüllt, seltener mit Blumen. So wurde eine Fernwirkung der Ornamente erreicht, die auch von den Gemächern in der Bel Etage des Schlosses gut zu erkennen waren.
Das Broderieparterre war in der französischen Gartenkunst die höchstwertige Form des Parterres. Vorbilder waren die von André Le Nôtre angelegten Prunkgärten wie der in Vaux-le-Vicomte (1656–1661) oder das Parterre du Midi in Versailles. Durch den Siegeszug des Landschaftsgartens haben sich keine barocken Broderien zur Gänze im Original erhalten. In Deutschland wurden beispielsweise die Broderien von Schloss Augustusburg in Brühl (Rheinland) (um 1730) oder Schloss Schwetzingen (1753–1758) rekonstruiert.
Viele wiederhergestellte Broderieanlagen sind heute zunehmend durch Pilze und Insekten bedroht, vornehmlich durch den Buchsbaumzünsler.